# SMS Kronprinz (1867)

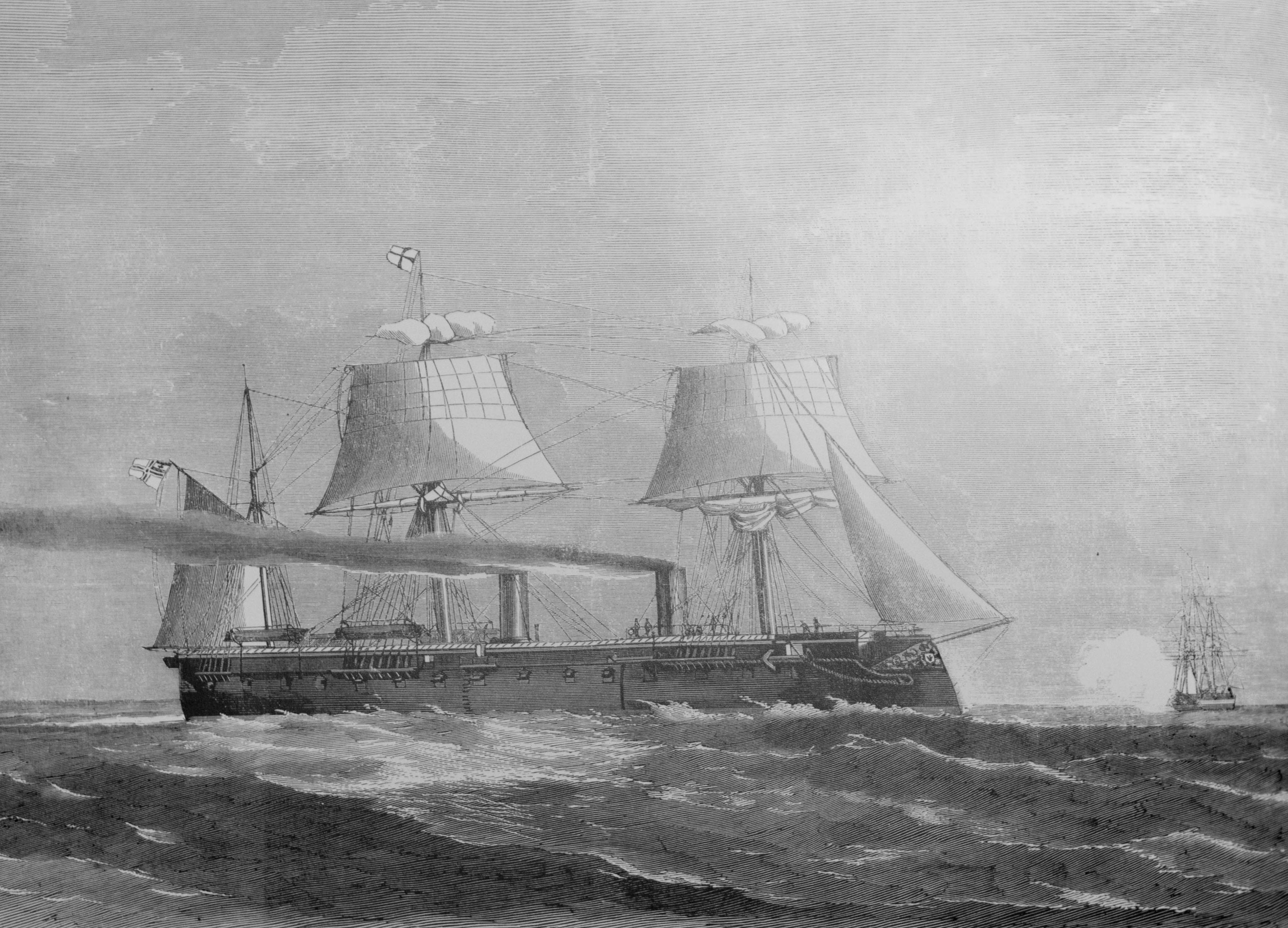
Зображення броненосного фрегата «Кронцпринц», 1868 рік

SMS Kronprinz — німецький броненосець, єдиний свого типу, побудований для Прусського флоту в 1866—1867 роках. Kronprinz був закладений в 1866 році на суднобудівному заводі Samuda Brothers у у Лондоні. Він був спущений на воду у травні 1867 р. і введений в експлуатацію у прусський флот у вересні. Корабель був четвертим броненосцем, замовленим прусським флотом після Arminius, Prinz Adalbert та Friedrich Carl, хоча він у стрій раніше, ніж «Фрідріха Карл». Kronprinz був побудований як броненосний фрегат, озброєний основною батареєю з шістнадцять 210 міліметрових гармат, пізніше додатково встановили кілька менших гармат.
Під час франко-прусської війни 1870—1871 років «Кронпринц» застосовувався обмежено. Проблеми з двигуном на борту корабля разом з двома іншими броненосними фрегатами в її ескадрі перешкоджали операціям проти французької блокади. Проведено лише два бойові виходи, в яких брав участь «Кронпринц», в обох противника не зустріли. Корабель служив у подальшому Імператорському флоті, поки в 1901 році він не був перетворений на навчальний корабель для підготовки кочегарів. Остаточно корабель був розібраний на металобрухт у 1921 році.